# Yehuda Karmon
Yehuda Karmon (hebräisch קרמון יהודה; geboren 17. April 1912 in Auschwitz, Österreich-Ungarn als Leopold Yehuda Kaufmann; gestorben 7. Juli 1995 in Jerusalem) war ein israelischer Geograph.

## Leben
Leopold Kaufmann war ein Sohn des Weinhändlers Shelemo Kaufmann und der Rachel. Er hatte drei Geschwister. Als Kind zog er mit seinen Eltern vom österreichischen Teil Polens in die preußische Provinz Schlesien. Er besuchte die jüdische Gemeindeschule in Liegnitz bis 1925 und studierte von 1929 bis 1933 Geschichte und Altertumswissenschaften an der Universität Breslau, konnte das Studium jedoch nicht beenden, da er aufgrund antisemitischer Verfolgung nach der Machtübernahme der Nationalsozialisten nicht zum Examen zugelassen wurde. 1929 bis 1932 besuchte er zudem das Jüdisch-Theologische Seminar in Breslau. 1933 war er wegen politischer Aktivitäten für zwei Monate inhaftiert.
Ab 1933 war Karmon aktiv in den zionistischen Organisationen Habonim und Hechaluz und 1935 bis 1937 Leiter von Hechaluz in Rheinland-Westfalen. Ab 1937 war er Lehrer bei der Kinder- und Jugend-Alijah und im Hachschara-Lager Gut Winkel bei Spreenhagen, wo jüdische Jugendliche auf die Auswanderung nach Palästina vorbereitet wurden. Im August 1938 emigrierte er schließlich mit seiner ersten Frau ins Mandatsgebiet Palästina, seine Eltern und vier Geschwister gingen ebenfalls in den Jahren 1933 bis 1939 dorthin.
In Jerusalem war er nach Beendigung der Lehrerausbildung tätig als Lehrer für Geographie und Geschichte. Von 1942 bis 1946 arbeitete er bei der britischen Armee in Ägypten im Kartenwesen, 1947 bis 1950 in der israelischen Armee. 1950 begann er neben der Tätigkeit als Lehrassistent ein Studium der Geographie an der Universität Jerusalem, das er 1953 mit dem M.A. und 1959 mit dem Ph. D. abschloss. 1971 wurde Karmon Professor und Leiter des im selben Jahr auf seine Initiative hin gegründeten Center for Maritime Civilizations an der Universität Haifa.
Karmon war Gastprofessor in Erlangen, London und in den USA. Er forschte zur Geographie Israels, Nigerias und Ghanas und spezialisierte sich später auf die Verkehrsgeographie, insbesondere die Rolle von Häfen in Europa und Nordamerika. Er veröffentlichte auf Hebräisch, Englisch und Deutsch.
1981 wurde er emeritiert. Yehuda Karmon war zweimal verheiratet und Vater einer Tochter.

## Publikationen (Auswahl)
- The Northern Hula Valley. Jerusalem 1956 (Master's thesis).
- The Geographic Conditions of the Sharon Plain and their Impact on its Settlement. Jerusalem 1959 (Dissertation).
- Ports around the World. Jerusalem 1980, ISBN 0-517-53378-2.
- Israel. Eine geographische Landeskunde (= Werner Storkebaum [Hrsg.]: Wissenschaftliche Länderkunden. Band 22). Wissenschaftliche Buchgesellschaft, Darmstadt 1983, ISBN 3-534-08675-9.
- Die Johanniter und Malteser: Ritter und Samariter. Die Wandlungen des Ordens vom heiligen Johannes. München 1987, ISBN 3-7667-0862-7.